# 花咲く君の滑走路
『花咲く君の滑走路』（はなさくきみのかっそうろ）は、日本のユニット・文藝天国の3枚目のEP。2022年2月23日にbunkei recordsから発売された。

## 概要
前作『夢の香りのする朝に。』から1年1ヶ月ぶりのEP。
「マリアージュ」「エア・ブラスト」のリテイク版2曲、新曲2曲を含む全6曲を収録。

## 収録内容
作詞・作曲・編曲:ko shinonome 
 編曲:shino116
1. マリアージュ (もっと!) [3:08] 
3rdシングル曲。シングルの物からリテイクされている。
  - 本ミニアルバム発表の時期にミュージック・ビデオが公開された[4]。
2. 第八天使 通信基地局 [2:10]
3. 翳りの讃歌 [4:14] 
4thシングル。
4. シュノーケル [3:46] 
2ndシングル。
5. エア・ブラスト (もっと!) [5:32] 
1stシングル。シングルの物からリテイクされている。
6. 花咲く君の滑走路 [3:11] 
タイトル曲。